# Galileo (CRS)
A Galileo é um sistema de reservas, detido pela Travelport. A sua sede fica localizada em Denver, nos EUA. 
Galileu traça suas raízes desde 1971, quando a United Airlines criou seu primeiro sistema de reserva central informatizado sob o nome Apollo. Durante a década de 1980 e início dos anos 1990, uma proporção significativa de passagens aéreas foram vendidas por agentes de viagens. Os voos da companhia aérea dona do sistema de reservas tinham exibição preferencial na tela do computador. Devido à alta penetração de mercado dos sistemas Sabre e Apollo, de propriedade da American Airlines e united airlines, respectivamente, Worldspan e Galileo foram criados por outros grupos de companhias aéreas na tentativa de ganhar participação de mercado no mercado de sistemas de reservas de computadores e, por inferência, o mercado de companhias aéreas comerciais. A Galileo foi formada em 1987 por nove companhias aéreas europeias - British Airways, KLM Royal Dutch Airlines, Alitalia, Swissair, Austrian Airlines, Olympic, Sabena, Air Portugal e Aer Lingus. 
Em resposta e para evitar uma possível intervenção do governo, a United Airlines desligou seu sistema de reservas Apollo, que era então controlado pela Covia. A Galileu International nasceu quando a Covia adquiriu a Galileu da Europa e fundiu-a com o sistema Apollo em 1992.
O sistema de reservas Apollo foi usado pela United Airlines até 3 de março de 2012, quando mudou para SHARES, um sistema usado por sua antiga subsidiária Continental Airlines. A Apollo ainda é usada por clientes da agência de viagens Galileo International (hoje parte da Travelport GDS) nos Estados Unidos, Canadá, México e Japão. 
A Galileu UK foi originalmente criada a partir da Travicom, que foi o primeiro sistema de reservas multi-acesso do mundo usando a tecnologia desenvolvida pela Videcom. Travicom foi uma empresa lançada pela Videcom, British Airways, British Caledonian e CCL em 1976, que em 1988 se tornou Galileu UK.
O sistema Galileu foi transferido de Denver, Colorado, para o data center Worldspan em Atlanta, Geórgia, em 2008, após a fusão da Travelport e worldspan (embora agora compartilhem o mesmo data center, eles continuam a ser executados como sistemas separados).